# Schismatoglottis hottae
Schismatoglottis hottae är en kallaväxtart som beskrevs av Josef Bogner och Dan Henry Nicolson. Schismatoglottis hottae ingår i släktet Schismatoglottis och familjen kallaväxter. Inga underarter finns listade.